# Neila (kommunhuvudort)
Neila är en kommunhuvudort i Spanien.   Den ligger i provinsen Provincia de Burgos och regionen Kastilien och Leon, i den norra delen av landet, 190 km norr om huvudstaden Madrid. Neila ligger 1 175 meter över havet och antalet invånare är 249.
Terrängen runt Neila är huvudsakligen kuperad. Neila ligger nere i en dal som går i nord-sydlig riktning. Runt Neila är det mycket glesbefolkat, med 2 invånare per kvadratkilometer. Närmaste större samhälle är Quintanar de la Sierra, 9,2 km söder om Neila. I omgivningarna runt Neila växer i huvudsak blandskog.